# Eupithecia ochrovittata
Eupithecia ochrovittata là một loài bướm đêm trong họ Geometridae.